# Норфолк (Небраска)
Норфолк (англ. Norfolk) — город, расположенный в округе Мадисон (штат Небраска, США) с населением в 24 210 человек по статистическим данным переписи 2010 года.

## География
По данным Бюро переписи населения США город Норфолк имеет общую площадь в 26,16 квадратных километров, из которых 25,9 кв. километров занимает земля и 0,26 кв. километров — вода. Площадь водных ресурсов округа составляет 0,99 % от всей его площади.
Город Норфолк расположен на высоте 464 метра над уровнем моря.

## Демография
| Год переписи                    | Нас.  |  | %±    |
| ------------------------------- | ----- |  | ----- |
| 1890                            | 3038  |  | —     |
| 1900                            | 3883  |  | 27,8% |
| 1910                            | 6025  |  | 55,2% |
| 1920                            | 8634  |  | 43,3% |
| 1930                            | 10717 |  | 24,1% |
| 1940                            | 10490 |  | −2,1% |
| 1950                            | 11335 |  | 8,1%  |
| 1960                            | 13111 |  | 15,7% |
| 1970                            | 16607 |  | 26,7% |
| 1980                            | 19449 |  | 17,1% |
| 1990                            | 21476 |  | 10,4% |
| 2000                            | 23516 |  | 9,5%  |
| 2010                            | 24210 |  | 3%    |
| 1890–2010 U.S. Decennial Census |       |  |       |

По данным переписи населения 2000 года в Норфолке проживало 23 516 человек, 5868 семей, насчитывалось 9360 домашних хозяйств и 10 072 жилых дома. Средняя плотность населения составляла около 910,7 человек на один квадратный километр. Расовый состав Норфолка по данным переписи распределился следующим образом: 91,41 % белых, 1,16 % — чёрных или афроамериканцев, 1,53 % — коренных американцев, 0,48 % — азиатов, 0,03 % — выходцев с тихоокеанских островов, 1,19 % — представителей смешанных рас, 4,19 % — других народностей. Испаноговорящие составили 7,61 % от всех жителей города.
Из 9360 домашних хозяйств в 31,7 % — воспитывали детей в возрасте до 18 лет, 50 % представляли собой совместно проживающие супружеские пары, в 9,7 % семей женщины проживали без мужей, 37,3 % не имели семей. 30,1 % от общего числа семей на момент переписи жили самостоятельно, при этом 12,8 % составили одинокие пожилые люди в возрасте 65 лет и старше. Средний размер домашнего хозяйства составил 2,43 человек, а средний размер семьи — 3,06 человек.
Население города по возрастному диапазону по данным переписи 2000 года распределилось следующим образом: 25,9 % — жители младше 18 лет, 13,4 % — между 18 и 24 годами, 27,4 % — от 25 до 44 лет, 19 % — от 45 до 64 лет и 14,2 % — в возрасте 65 лет и старше. Средний возраст жителей составил 34 года. На каждые 100 женщин в Норфолке приходилось 94,5 мужчин, при этом на каждые сто женщин 18 лет и старше приходилось 90,2 мужчин также старше 18 лет.
Средний доход на одно домашнее хозяйство в городе составил 34 609 долларов США, а средний доход на одну семью — 45 460 долларов. При этом мужчины имели средний доход в 31 445 долларов США в год против 21 397 долларов среднегодового дохода у женщин. Доход на душу населения в городе составил 16 990 долларов в год. 7 % от всего числа семей в округе и 11 % от всей численности населения находилось на момент переписи населения за чертой бедности, при этом 11,6 % из них были моложе 18 лет и 12,2 % — в возрасте 65 лет и старше.